# Carles Vega i Castellví
Carles Vega i Castellví (Flix, 1962) és regidor d'Esquerra Republicana de Catalunya a la Paeria de Lleida des de les eleccions locals del 2015 i director territorial del departament d'Ensenyament de la Generalitat de Catalunya des del 2018. També és catedràtic de llengua i literatura a l'Institut Maria Rúbies de Lleida.
Carles Vega és militant d'ERC des de l'any 1990. Ha estat regidor a la Paeria (1999-2003) i director territorial dels departaments d'Ensenyament (2004-2006) i d'Acció Social i Ciutadania (2007-2011) de la Generalitat de Catalunya. Dins d'Esquerra Republicana, ha exercit diversos càrrecs orgànics i territorials i actualment és conseller nacional per la comarca del Segrià i membre de l'Executiva local de Lleida.
Ha dedicat la majoria de la seva vida laboral a la docència, fent classes de llengua i literatura, entre d'altres, i fent d'assessor i de formador del professorat. També té formació com a directiu de l'Administració i dels serveis públics.
És coautor de diversos quaderns didàctics sobre obres de la literatura catalana: El paisatge com a element hostil (1994), Els fruits saborosos, de Josep Carner (1998) i Bandolerisme i literatura (2002).
Està casat i té un fill i una filla.